# Krasnystaw
Krasnystaw (ukrajinsky Красностав) je okresní město v Lublinském vojvodství v Polsku. Nachází se na východě země v historické Chełmské zemi a protéká jím řeka Wieprz. V roce 2022 zde žilo 17 519 obyvatel.
Ve městě dominuje potravinářský průmysl (cukrovar a mlékárna). Každoročně koncem léta se zde konají největší polské pivní slavnosti „Chmielaki Krasnostawskie“.

## Historie
Městská práva udělil Krasnystawu v roce 1394 Vladislav II. Jagello. Významnými památkami jsou barokní kostel sv. Františka Xaverského s jezuitským konviktem a rezidence chełmských biskupů. Krasnystaw měl také početnou židovskou menšinu (v roce 1921 pětina obyvatel města), která byla za německé okupace zlikvidována v nedalekém Vyhlazovacím táboře Belzec.

## Partnerská města
- Alwesta, Švédsko
- Horochów, Ukrajina
- Püspökladány, Maďarsko
- Turijsk, Ukrajina
- Žatec, Česká republika